# Aulnay-sur-Mauldre
Aulnay-sur-Mauldre – miejscowość i gmina we Francji, w regionie Île-de-France, w departamencie Yvelines.
Według danych na rok 1990 gminę zamieszkiwało 1026 osób, a gęstość zaludnienia wynosiła 460 osób/km² (wśród 1287 gmin regionu Île-de-France Aulnay-sur-Mauldre plasuje się na 628. miejscu pod względem liczby ludności, natomiast pod względem powierzchni na miejscu 856.).